# Azzaba
Azzaba là một đô thị thuộc tỉnh Skikda, Algérie. Dân số thời điểm năm 2002 là 48.992 người.